# Carl Friedrich Roewer
Carl Friedrich Roewer (* 12. Oktober 1881 in Neustrelitz; † 17. Juni 1963 in Bremen) war ein deutscher Pädagoge, Zoologe, Arachnologe und Museumsdirektor.

## Biografie
Roewer studierte Naturwissenschaften an der Universität Jena und wurde 1906 zum Dr. rer. nat. promoviert. Von 1906 bis 1907 war er Assistent seines Doktorvaters, des Zoologen und Philosophen Ernst Haeckel. Als Kandidat für ein Lehramt führte er in Ilmenau und Hamburg seine Ausbildung fort.
Roewer wurde 1910 in Bremen Oberlehrer für Biologie und Chemie an der Oberrealschule an der Dechanatstraße.
Aber nach wie vor galt sein Hauptinteresse der Zoologie und er wurde so zu einem anerkannten Spezialisten für die Spinnentiere der Weberknechte. 1923 erschien sein Standardwerk Die Weberknechte der Erde. 1924 verlieh ihm der Senat der Freien Hansestadt Bremen den Titel Professor. Roewer trat zum 1. Juni 1931 der NSDAP bei (Mitgliedsnummer 575.536).
Es erfolgte 1933 seine Berufung zum Direktor des Städtischen Museums für Natur-, Völker- und Handelskunde in Bremen als Nachfolger von Hugo Schauinsland. Das Museum hieß nun „Staatliches Museum für Natur-, Völker- und Handelskunde“ und ab 1935 „Deutsches Kolonial- und Übersee-Museum“. 
Die Schausammlungen wurden modernisiert. Aber auch dem im Nationalsozialismus üblichen Themenbereich Rassenkunde entsprach er in der neu formierten Abteilung Stammesgeschichte und Rassen des Menschen. 
1945 wurde Roewer, zunächst ohne Ruhestandsbezüge, entlassen und sein privates Haus beschlagnahmt. Um 1950 begann er mit der Fortsetzung seines Spinnenkataloges, der als 2. Teil erschien. Es folgten Veröffentlichungen zu den Weberknechten.

### Ehrungen
- Die Peltonychia Roewer aus der Art der Travuniidae, eine Familie der Weberknechte, trägt seit 1935 seinen Bezeichnungsnamen.

## Werke
Zahlreiche Veröffentlichungen zu Arachnologie insbesondere zu den Weberknechten. 
- Die Weberknechte der Erde. G. Fischer, Jena 1923
- Katalog der Araneae von 1758 bis 1940. Band 1, Natura, Bremen 1942
- Katalog der Araneae von 1758 bis 1940. Band 2, Gesamtindex 1954